# Spanioptila eucnemis
Spanioptila eucnemis là một loài bướm đêm thuộc họ Gracillariidae. Nó được tìm thấy ở México.